# Убийство Стефани Кроу
Убийство Стефани Кроу — загадочное преступление в округе Сан-Диего 21 января 1998 года. Бабушка обнаружила тело внучки на полу спальни. Семикласснице Стефани Кроу нанесли девять ножевых ранений.
Под подозрением находились брат, его друзья и больной шизофренией Ричард Тьюит, оказавшийся в ночь убийства рядом с домом Кроу. Ричарда Тьюита судили и признали виновным в непредумышленном убийстве, приговорив к 13 годам лишения свободы, но позже приговор был отменен, он был оправдан на повторном судебном разбирательстве в 2013 году. Более десяти лет он провёл за решеткой.
После освобождения Тьиюта дело осталось нерасследованным, убийца так и не был найден.

## История
Убийство 12-летней Стефани Кроу произошло в её спальне в её доме в городе Эскондидо (штат Калифорния) где-то между поздней ночью 20 января и ранним утром 21 января 1998 года. Родители и бабушка Стефани нашли её тело на полу её спальни утром 21 января. Она получила девять ножевых ранений. Не было никаких признаков взлома. Окно спальни было обнаружено незапертым, но сетка была на месте, и скопившаяся грязь и следы насекомых остались нетронуты. Раздвижная стеклянная дверь в спальню её родителей также была не заперта. На месте не было найдено ни одного ножа, соответствующего орудию убийства, и никакой окровавленной одежды не было обнаружено, несмотря на тщательные поиски..
14-летний брат Стефани, Майкл Кроу, был допрошен полицией по методу Рейда в течение нескольких часов без ведома родителей и без присутствия юриста. Майкл сотни раз отрицал свою причастность к делу во время допроса, но в конце концов дал признательные показания, которые считаются классическим примером ложного признания . Двое друзей Майкла также были допрошены, тоже признались и были обвинены в убийстве Стефани.
Допросы проводились в такой вопиющей манере, что, в сочетании с другими доказательствами, указывающими на прохожего шизофреника, жившего в этом районе, судья в конечном итоге объявил мальчиков фактически невиновными. Шизофреника видели по соседству в ночь убийства, и в конечном итоге он признан виновным в непредумышленном убийстве, но впоследствии и этот приговор был отменен. Повторное судебное разбирательство в ноябре 2013 года сняло с него все обвинения.

## Расследование
Все члены семьи Кроу были допрошены, их одежда была конфискована, а их тела были исследованы на предмет повреждений. Затем родителей поместили в мотель, а двух выживших детей отправили в окружной детский приют, им не разрешали видеться с родителями в течение двух дней. За это время полиция допросила обоих детей без ведома их родителей. Майкла Кроу, 14-летнего брата Стефани, несколько раз забирали в полицейский участок для допроса.
В глазах полиции Майкл Кроу стал главным подозреваемым в убийстве. Он был выделен полицией Эскондидо, потому что место преступления, казалось, предполагало, что преступником должен быть кто-то из своих, и потому, что после обнаружения тела Стефани он казался «отстранённым и озабоченным», в то время как остальные члены семьи горевали. Полицейские несколько раз допрашивали Майкла без ведома родителей и без присутствия адвоката. Во время допросов на него оказывалось давление: ему сообщили ложную информацию о якобы обнаруженных вещественных доказательствах его причастности, о том, что он не прошёл испытание с помощью так называемого устройства «проверки правды» и что его родители убеждены, что это именно он совершил преступление. После интенсивного 6-часового допроса Майкл дал расплывчатое признание в убийстве своей сестры, не сообщив подробностей и заявив, что не может вспомнить, как он это сделал. Допрос был заснят на видео. На записи иногда слышно, как Майкл говорит что-то вроде: «Я говорю это только потому, что это то, что вы хотите услышать». Он был арестован и обвинён в убийстве своей сестры.
Полиция из Эскондидо и близлежащего Ошенсайда также допросила Джошуа Тредуэя и Аарона Хаузера, двух 15-летних друзей Майкла Кроу. У Хаузера была коллекция ножей; один из них исчез, согласно заявлению его родителей. Нож обнаружился в доме Тредуэя; он сказал, что взял его у Хаузера. Полиция отвезла Тредуэя в участок и допрашивала его непрерывно в течение одиннадцати часов, с 9 вечера до 8 утра следующего дня, говоря ему, что они считают его нож орудием убийства. Они снова допросили его две недели спустя, 10-часовой допрос, в ходе которого Тредуэй дал подробное признание в участии в убийстве вместе с двумя другими мальчиками. Затем Тредуэй был арестован.
Затем был арестован и допрошен Аарон Хаузер. Формально с соучастии он не признался и категорически отрицал свою причастность, но он представил «гипотетическое» описание того, как могло произойти преступление, по подсказке следователей полиции с использованием техники Рейда. Впоследствии все трое подростков отказались от своих признаний, заявив о принуждении. Большая часть показаний Майкла Кроу позже была признана судьей полученными под принуждением, потому что следователи Эскондидо намекали Майклу, что они поговорят с окружным прокурором и порекомендуют снисхождение. На самом деле Тредуэй сделал два признания: первое — детективам Ошенсайда, и второе, идентичное — офицерам Эскондидо. Суд постановил, что эти два признания являются избыточными, и постановил исключить из рассмотрения первое, второе осталось в деле. Но и оно было рассмотрено как полученное под давлением, потому что полицейские недостаточно информировала его по правилу Миранды.
В день обнаружения трупа полиция также допросила Ричарда Раймонда Тьюита, 28-летнего прохожего, которого видели по соседству от дома семьи Кроу в ночь убийства. Он стучал в двери и заглядывал в окна, в результате чего несколько соседей стали звонить в полицию и сообщать о подозрительном человеке. У Тьюита была шизофрения, длительная судимость и он постоянно бродил по улицам Эскондидо. Полицейские допросили Тьюита и конфисковали его одежду. Были обнаружены царапины на его теле и порез на руке. Однако в ходе следствия его не сделали подозреваемым, сочтя неспособным к убийству и не желая отвлекаться от главного подозреваемого — Майкла Кроу.

## Судебное производство
Трем подросткам было предъявлено обвинение в убийстве и сговоре с целью совершения убийства. Судья решил, что их следует судить как взрослых. Их посадили в тюрьму на шесть месяцев, пока прокуратура готовилась к судебному заседанию. В январе 1999 года должно было начаться судебное разбирательство по делу Тредуэя, но запоздалое тестирование ДНК обнаружило три капли крови Стефани на рубашке, принадлежащей Тьюиту. На основании новых доказательств обвинения против мальчиков были сняты без оправдания (что позволяло выдвинуть их снова позднее).
Смущенные отменой судебного решения, полиция Эскондидо и окружной прокурор округа Сан-Диего позволили делу продолжаться без предъявления обвинений в течение двух лет. В 2001 году окружной прокурор и департамент шерифа округа Сан-Диего попросили передать дело в ведение Министерства юстиции Калифорнии. В мае 2002 года генеральный прокурор обвинил Тьюита в убийстве Стефани. Судебный процесс начался в феврале 2004 года. В первый день выбора присяжных Тьюит покинул камеру для подсудимых в зале суда во время обеденного перерыва после того, как освободился от наручников; он просто вышел из здания суда и сел в автобус. Его поймали несколько часов спустя. На суде обвинение связало Тьюита с убийством Стефани, представив как косвенные, так и вещественные доказательства, включая доказательства того, что кровь Стефани была на его одежде. Команда защиты Тьюита утверждала, что мальчики убили Стефани, и что кровь Стефани была обнаружена на одежде Тьюита в результате загрязнения, вызванного неосторожной работой полиции. 26 мая 2004 года присяжные оправдали Тьюита по обвинению в преднамеренном убийстве, но признали его виновным в менее тяжком преступлении — непреднамеренном убийстве. Присяжные также установили, что он использовал смертоносное оружие — нож. Суд первой инстанции приговорил Тьюита к тринадцати годам тюремного заключения. Впоследствии ему было добавлено ещё четыре года из-за того, что он попытался сбежать.
Семьи всех трех мальчиков подали в суд на города Эскондидо и Ошенсайд. В 2011 году члены семьи Кроу достигли урегулирования, согласившись на компенсацию в размере 7,25 миллиона долларов. В 2012 году судья Верховного суда Кеннет Со вынес редкое постановление о том, что Майкл Кроу, Тредуэй и Хаузер фактически невиновны по обвинению, окончательно прекратив возбужденное против них уголовное дело.
Тьюит обжаловал приговор в Апелляционном суде Калифорнии и подал несколько исков, включив в них заявления, что его права в соответствии с Шестой поправкой были нарушены, поскольку ему не позволяли полностью допросить свидетеля обвинения. 14 декабря 2006 года Апелляционный суд подтвердил вынесенное длинное неопубликованное заключение. Суд установил, что судья допустил конституционную ошибку, ограничив перекрёстный допрос, но счёл ошибку безвредной и подтвердил обвинительный приговор. Верховный суд Калифорнии отказал в пересмотре дела. Федеральный окружной суд отклонил ходатайство Тьюита о применении хабеас корпус. 8 сентября 2011 года коллегия Апелляционного суда США по девятому округу проголосовала 2:1 за отмену обвинительного приговора в непредумышленном убийстве, постановив, что судебное разбирательство было несправедливым, поскольку судья ограничил перекрёстный допрос свидетеля обвинения. Группа заявила в своём заключении: «Учитывая отсутствие доказательств, связывающих Тьюита с преступлением, проблемы с доказательствами ДНК, тупик присяжных и компромиссный вердикт, а также вес и стратегическую позицию показаний МакКрари, это дело является одним из таких «необычных» обстоятельства, в которых мы оказываемся «практически уравновешены относительно безвредности ошибки». О’Нил v. McAninch, 513 US 432, 435 (1995). Мы должны рассматривать ошибку как повлиявшую на приговор, и мы вынуждены удовлетворить судебный приказ». Тьюит против Мартеля, № 09-56267.. Было отмечено, что в ходе судебного разбирательства обвинение не смогло представить никаких следов из дома на одежде или личности подсудимого — на основе фактов, привёденных Апелляционным судом, суд вынес решение об отсутствии доказательств.
Тьюиту было предоставлено повторное судебное разбирательство, которое началось 24 октября 2013 года. В заключительных аргументах его адвокат Брэд Паттон сказал присяжным, что Тьюит никогда не был в доме Кроу и не смог бы найти спальню Стефани в тёмном доме. Кроме того, следователи не обнаружили в доме ни его отпечатков пальцев, ни ДНК. Паттон сказал, что Стефани, должно быть, кто-то удерживал под одеялом, чтобы она не могла сопротивляться, в то время как кто-то другой бил её ножом. Он также сказал, что эксперты засвидетельствовали, что пятен крови на рубашках Тьюита не было, когда эти рубашки были первоначально осмотрены, и попали они туда через загрязнение во время обследования места преступления. Прокурор, заместитель генерального прокурора Алана Батлер, заявила во время своего заключительного выступления, что Тьюит был в районе дома Кроу в ночь, когда была убита Стефани. Он стучал в двери и искал женщину по имени Трейси, на которую злился, потому что она отвергла его пару лет назад. Он был «одержим и дезориентирован». Батлер сказала, что Тьюит вошёл в дом Кроу около 22:00 через открытую дверь. Она не смогла точно утверждать, что произошло сразу после этого, но в итоге, по её мнению, он вошёл в спальню Стефани и ударил её ножом как минимум девять раз, а её кровь была обнаружена на двух рубашках, в которые он был одет, когда на следующий день к нему пришла полиция.
5 декабря 2013 года присяжные вынесли оправдательный приговор. Впоследствии присяжный заседатель сказал, что не было никаких доказательств того, что Тьюит был в доме Кроу той ночью, и что присяжные были обеспокоены тем обстоятельством, что кровь жертвы могла попасть на его рубашки из-за загрязнения.

## Влияние
- Попытка судебного преследования трёх подростков стала одной из причин поражения окружного прокурора округа Сан-Диего Пола Пфингста от Бонни Думанис на выборах 2002 года.[21]
- В 2002 году об этом деле был снят телефильм «Допрос Майкла Кроу»[22]
- Книга 2003 года «Кто убил Стефани Кроу?», написанная Полом Трейси, профессором криминологии Техасского университета в Далласе[23] в сотрудничестве с двумя детективами, работавшими по этому делу,[24] подняла вопросы о виновности Тьюита.[25]
- Книга Джона Филпина «Разрушенное правосудие: Жестокое убийство и смерть невинности трёх семей», вышедшая в 2006 году, посвящена влиянию преступления и уголовных обвинений на троих подростков и их семьи.[26][27]